# Louis Friant
Louis Friant, comte de l'Empire (18. září 1758 Morlancourt na řece Somma – 24. června 1829, zámek Gailonnet, Seraincourt u Meulanu) byl francouzský divizní generál. Sehrál významnou úlohu v Napoleonově tažení Evropou. Byl členem velmi významné Davoutovy železné divize. Velmi významná byla jeho úloha v bitvě u Slavkova a během Ruské kampaně.

## Vojenská kariéra
Do francouzské královské armády vstoupil jako řadový příslušník roku 1758, na počátku Francouzské revoluce narukoval do národní gardy, byl příslušníkem Moselské armády a náčelníkem štábu generála Schérera. V roce 1795 se stal brigádním generálem a roku 1799 generálem divizním. Do dějin vešel především díky účasti na Napoleonových vojenských kampaních. Účastnil se 1. italského tažení i výpravy do Egypta, kde se stal guvernérem Alexandrie po Bonapartově útěku z Egypta. Domů se Friant mohl vrátit až po kapitulaci zbytků Orientální armády. Nejvyšší věhlas si vysloužil pod vedením maršála Davouta, jako jeden ze tří generálů „Železných divizí“. Jeho vojenské zkušenosti vynikly především v bitvě u Aurestadu roku 1806, a následně i během Ruského tažení, které se odehrávalo roku 1812, kde byl bohužel zraněn a do zbytku vojenské kampaně již nezasáhl. Poté, co se zotavil, se zúčastnil i bitvy u Drážďan, Lipska, i Hanau roku 1813. Do bojů zasáhl i roku 1814 v bitvách u Bar-sur-Aube, Montmirail. Zúčastnil se i slavné bitvy u Waterloo, kde velel pěchotě císařské gardy a zúčastnil se i posledního útoku střední gardy.

## Friantova úloha v tažení roku 1805

### Cesta ke Slavkovu
Roku 1805 přišla zpráva o vzniku nové koalice, kterou tvořilo Rusko a Rakousko, což znamenalo, že původní plán vylodění se v Anglii byl odložen a bylo nutné zahájit tažení směrem na východ, Friant, jenž měl být původně účastníkem tažení na Anglii, se tak musel vydat jiným směrem, jako divizní generál pod vedením maršála Davouta. Friantova divize v rámci třetího sboru mířila k Dunaji a odtud k Rýnu. V rámci obchvatného manévru překročil Davoutův třetí sbor Rýn u Mannheimu, a mířil do týlu generálu Mackovi. Po dokončení ulmského manévru a kapitulaci generála Macka vyrazil Napoleon s armádou do Mnichova a z Mnichova 27. října vyjel Napoleon v čele části armády, jež zahrnovala i Davoutův sbor, na Vídeň směrem na Braunau. Při pronásledování nepřátel se dostali až řece Ens, a v té chvíli dostal 108. řadový pěší pluk pod velením generála Frianta rozkaz překonat řeku, kterou nakonec přeplavali, a nepřátelé udiveni jejich odhodláním, nekladli odpor. Poté následoval hladký pochod až k branám Vídně, kde se u městečka Lilienfeld utkal s generálem Merveldtem, kterého porazil. Po obsazení Vídně, byla Friantova pěší divize posádkou ve Schwechatu a ve Vídni. Po 20. listopadu roku 1805 Friant stále dlel ve Vídni, ale již 29. listopadu v osm hodin ráno odeslal depeši maršálu Davoutovi, aby se soustředil s převážnou částí sboru u Brna, především Friantovou, protože Gudin je příliš daleko. Na jeho šťastném příchodu záleží mnoho. V devět hodin večer vyrazil Friant v maximálním utajení směr Rajhrad. 1. prosince 1805 dorazila Friantova divize do Rajhradu u Brna, jeho počin je dodnes obdivován jako jedna z dokonalých ukázek logistické a pohotové schopnosti přesunu armáda Napoleona Bonaparta. Aby dosáhl zvýšení výkonu svých vojáků, nechal poslat dopředu několik děl a vystřelit z nich, aby vojáky motivoval k zrychlenému pochodu.

### Bitva u Slavkova
Pravému křídlu Napoleonovy armády velel generál Le Grand, měl k dispozici jen velmi málo mužů a hlavní úkol byl zadržet přibližně 38 tisíc vojáků rusko-rakouské armády. Úspěch závisel na tom, kdy dokáže maršál Davout přivést Friantovu divizi a Bournierovo jezdectvo v čas na bojiště. Zpočátku se Le Grandovi dařilo odrážet útoky a to i díky neorganizovanosti a špatné komunikaci na nepřátelské straně. Nakonec však byla přesila příliš velká. V kritické chvíli, kdy už Le Grandovi muži skomírali, dorazilo na bojiště nejprve Bournierovo jezdectvo a vzápětí za ním Friantova divize o síle asi 3800 mužů. Maršál Davout dokázal vytvořit na Zlatém potoku dostatečně pružnou operační linii, která odolávala útokům spojeneckých armád, až do chvíle, kdy byl dokončen obchvatný manévr do týlu nepřítele vedený maršálem Soultem. Včasný příchod Friantovy divize tedy umožnil vydržet Napoleonovu pravému křídlu, aby mohla být bitva rozhodnuta dle záměru Napoleona. Kdyby nebylo Friantovy divize, nebyl by Slavkov jedním z největších vítězství, ale možná poslední prohrou Napoleona Bonaparta.[zdroj⁠?!]